# Odciążacz
Odciążacz – mechanizm służący do zrównoważenia momentu siły ciężkości zespołu podniesieniowego względem osi jego obrotu w działach i wielkokalibrowych karabinach maszynowych.
Całkowite zrównoważenie może być zrealizowane w zależności od konstrukcji broni w kilku punktach lub w całym obszarze kątów podniesienia. Ułatwia naprowadzenie lufy w płaszczyźnie pionowej. 
Odciążacze mogą być pneumatyczne lub sprężynowe, a w zależności od sposobu oddziaływania na zespół podniesieniowy wyróżnia się odciążacz pchający i ciągnący. Pierwszy montowany jest przed osią obrotu, między kołyską i łożem górnym w położeniu zbliżonym do pionowego a drugi jest montowany za osią obrotu w położeniu zbliżonym do poziomego. Najczęściej stosuje się dwa odciążacze pracujące równolegle i rozmieszczone symetrycznie po obu stronach lufy. Niekiedy nazywany jest mechanizmem równoważącym.